# Isidoro Dias Lopes
Isidoro Dias Lopes  (Dom Pedrito, Río Grande del Sur, 1865 — Río de Janeiro, 1949) fue un militar y político brasileño. 
Ingresó en el Ejército en 1883 en Porto Alegre. Apoyó el movimiento que puso fin al Imperio. En 1893, abandonó el Ejército y participó en la Revolución Federalista, en Río Grande del Sur, contra el gobierno de Floriano Peixoto. Tras la derrota de los federalistas, en 1895 salió al exilio en París. En 1896 volvió a Brasil, fue amnistiado y retornó al Ejército en Río de Janeiro, continuando su carrera militar. Participó en la articulación de la Revolución Paulista de 1924 en São Paulo y posteriormente se adhirió a la Columna Prestes.
En 1930, tras la derrota de la Alianza Liberal apoyó la Revolución de 1930 y participó en el gobierno de Getúlio Vargas, como comandante de la Segunda Región Militar en São Paulo.
En 1931 y tras diferencias con Vargas, es sustituido por Góis Monteiro. En 1932 participa de la Revolución Constitucionalista, y termina siendo deportado a Portugal. Amnistiado en 1934 vuelve a Brasil. Retirado de la política, fallece en 1949 en Río de Janeiro.